# Mont Tō
Le mont Tō (塔ノ岳, Tō-no-dake) est une montagne culminant à 1 491 m d'altitude dans les monts Tanzawa à la limite de Kiyokawa, Hadano et Yamakita dans la préfecture de Kanagawa au Japon.
Le Tō-no-dake est une des montagnes les plus populaires des monts Tanzawa et fait partie du parc quasi national de Tanzawa-Ōyama avec plusieurs autres monts Tanzawa.

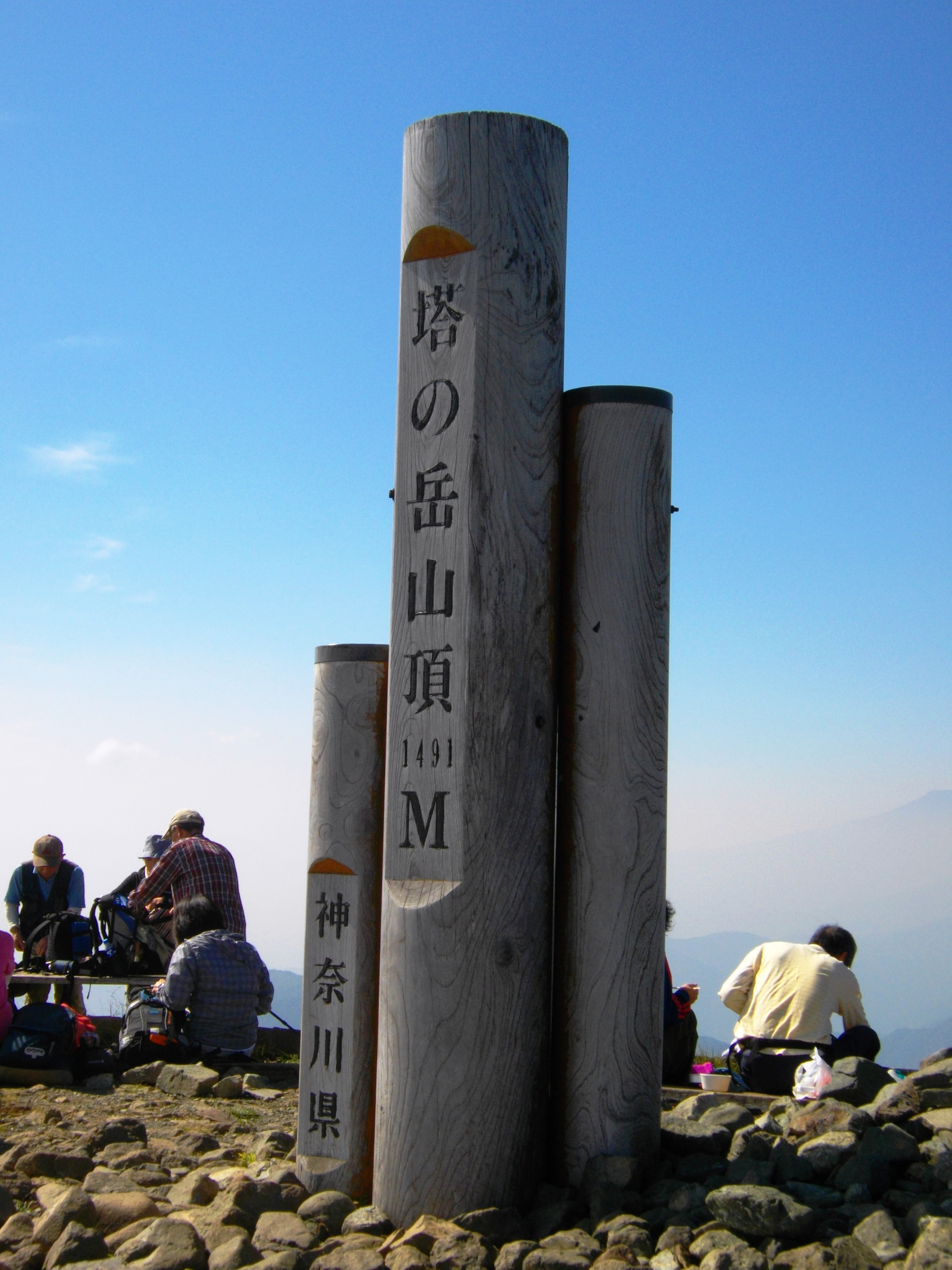
Sommet du mont Tō.
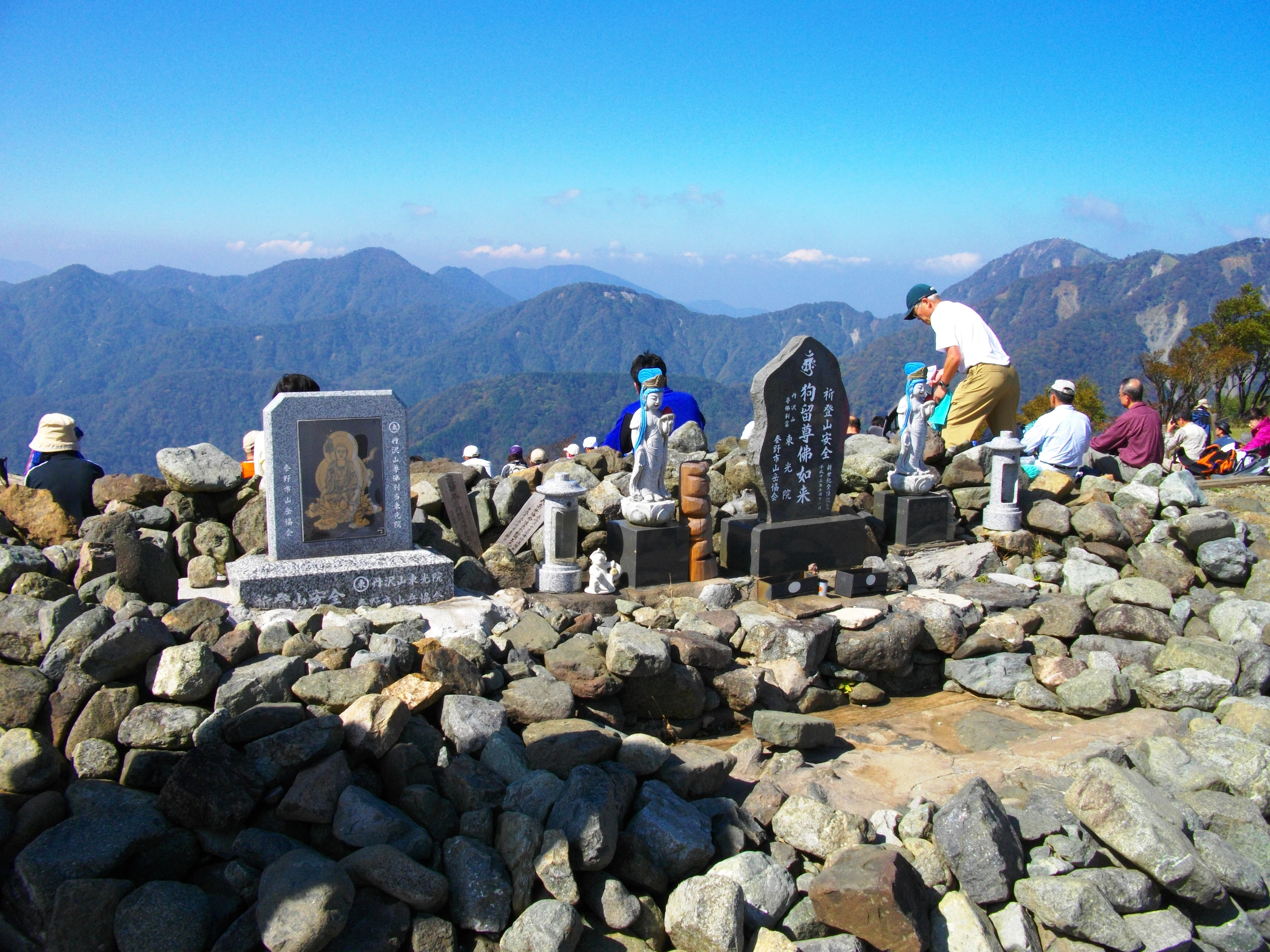
Objets religieux au sommet du mont Tō.